# Blackduck
Blackduck es una ciudad ubicada en el condado de Beltrami en el estado estadounidense de Minnesota. En el Censo de 2010 tenía una población de 785 habitantes y una densidad poblacional de 177,25 personas por km².

## Geografía
Blackduck se encuentra ubicada en las coordenadas 47°43′15″N 94°32′43″O / 47.72083, -94.54528. Según la Oficina del Censo de los Estados Unidos, Blackduck tiene una superficie total de 4.43 km², de la cual 4.33 km² corresponden a tierra firme y (2.28%) 0.1 km² es agua.

## Demografía
Según el censo de 2010, había 785 personas residiendo en Blackduck. La densidad de población era de 177,25 hab./km². De los 785 habitantes, Blackduck estaba compuesto por el 89.43% blancos, el 0.38% eran afroamericanos, el 4.59% eran amerindios, el 0.51% eran asiáticos, el 0.13% eran isleños del Pacífico, el 0.76% eran de otras razas y el 4.2% pertenecían a dos o más razas. Del total de la población el 2.04% eran hispanos o latinos de cualquier raza.